# Magnete a ferro di cavallo

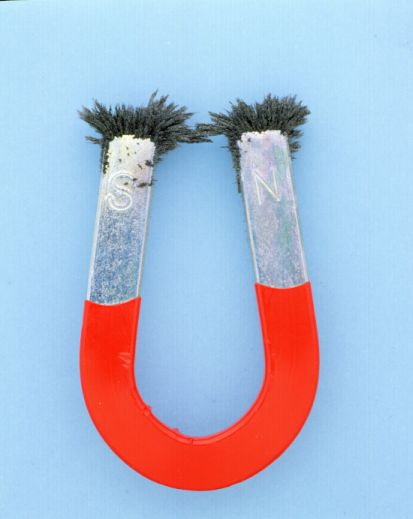
Magnete a ferro di cavallo

Con magnete a ferro di cavallo viene designato un tipo di magnete, che ha la forma di ferro di cavallo. Questo forma permette al magnete di avere un campo magnetico omogeneo al suo interno. Il campo magnetico al suo esterno non è omogeneo. Un magnete a ferro di cavallo è in principio un magnete a barra curvato. Il principale vantaggio di questa foggia è che – essendo i poli  ravvicinati – il campo magnetico risulta più intenso che con altre conformazioni.